# معروف البدوي (فلم)
معروف البدوي هو فيلم مصري من إخراج إبراهيم لاما  وبطولة بدر لاما، نبوية مصطفى، سمير عبد الله لاما، توفيق المردنلي ومختار حسين، صدر الفيلم في 28 نوفمبر 1935.

## نبذه
معروف البدوي شاب ذو سطوة وجاه، ينتمي إلى قبيلة لها شأن، يقع في غرام عبلة الراقصة والمغنية، وتبادله عبلة الهوى. يعيشان قصة حب يفسدها عمار شيخ العرب صاحب قهوة الأشراف التي يتردد عليها العربان في موسم السباق، والذى يرغب في وصال عبلة، وما أن يعرف بقصة حبها معروف، حتى يقبض عليه ويقوم بتعذيبه.

## وصلات خارجية
- معروف البدوي على موقع قاعدة بيانات الأفلام العربية